# Mario Kasun
Mario Kasun (Vinkovci, Croacia, 5 de abril de 1980) es un jugador de baloncesto croata que mide 2,16 metros y pesa unos 120 kilos. Su posición en la cancha es la de pívot. Actualmente juega en el AEC Collblanc de la Liga EBA (cuarta división catalana).

## Trayectoria
Empezó su carrera en el club local de Delnice y posteriormente firmó su primer contrato profesional con el KK Zrinjevac de Zagreb. Poco después marchó a los Estados Unidos, en donde se enroló en la Universidad de Gonzaga, pero fue ineligible y no pudo disputar ningún encuentro oficial. Formó parte de la selección sub-21 de Croacia en 2000, año de su fichaje por el Rhein Energy de Colonia.
En 2002 fue seleccionado por Los Angeles Clippers en el puesto número 41 de la segunda ronda del Draft de la NBA. El 26 de junio fue traspasado a Orlando Magic a cambio de futuras elecciones en el draft. En 2003 fichó por el Opel Skyliners de Fráncfort del Meno, equipo con el que consiguió la liga alemana, rompiendo la racha del Alba Berlín tras quince años, además de disputar la Copa ULEB de la temporada 2003-2004.
En 2004 regresó a los Magic de la NBA, en donde en la temporada 2004-2005 jugó 45 partidos con una media de 7,9 minutos por partido y en la siguiente solo 28. Las lesiones y la falta de confianza de los técnicos no le permitió tener éxito.
Kasun formó parte de la selección de Croacia en el Eurobasket 2005, destacando en el evento, hasta que una lesión le impidió jugar más.
En julio de 2006 fue fichado por el FC Barcelona. Durante su primera temporada, sufrió diversas lesiones que le impidieron disfrutar de continuidad. A principios del 2008, concretamente el 19 de enero, durante un partido contra el CB Gran Canaria, sufrió una arritmia, pasando toda la noche en observación en el hospital. Los problemas cardiacos se repitieron a lo largo de la temporada.
El 27 de agosto de 2008 se anunció la rescisión de contrato de Mario Kasun con el FC Barcelona. Tan sólo dos días después, el Efes Pilsen S.K. de la liga turca anunciaba su contratación para la temporada 2008-09. En agosto del 2010 vuelve a Croacia, firmando un contrato de un año con el KK Zagreb. Tras dos temporadas en el equipo de su país, Mario ficha por el Montepaschi de Siena italiano para jugar la LEGA.

## Palmarés
- 1 Liga alemana: 2004 con el Opel Skyliners.
- 1 Copa del Rey: 2007 con el FC Barcelona.